# Norfolkská kuchyně

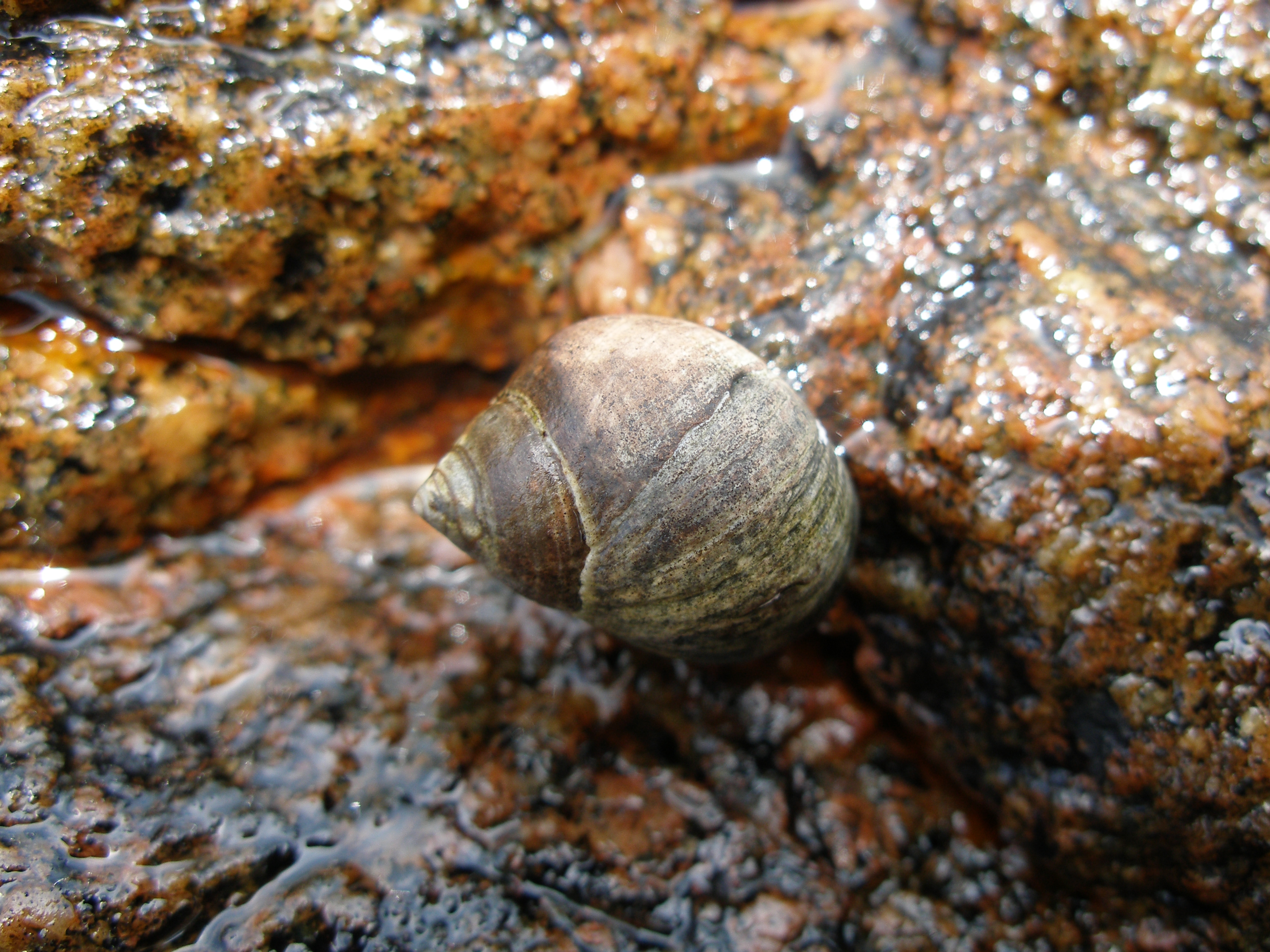
Plážkovka (hi-hi), které jsou na Norfolku oblíbenou pochoutkou

Norfolkská kuchyně využívá k přípravě jídel zejména suroviny, které jsou dostupné přímo na ostrově Norfolk, jako jsou ryby, mořské plody a nejrůznější druhy zeleniny a ovoce, například banány, citrusy, dýně, sladké brambory, jamy a další. Norfolkskou kuchyni charakterizují zejména rybí pokrmy podávané společně s místním pečivem, zeleninou a sladšími jídly, jako jsou různé ovocné a zeleninové koláče (tarts, pies) či ovocné pyré. Na místní kuchyni měla vliv zejména anglická, tahitská a australská kuchyně. 
K oblíbeným pokrmům patří:
- Hi-hi pie - koláč nadívaný hi-hi, mořskými plži z čeledi plážovkovitých (Littorinidae) [2]
- Ika-mata - syrová ryba marinovaná v citrusové šťávě, kokosovém mléce s rajčaty a cibulí [3]
- Mudda - knedlíčky z nastrouhaného banánu vařené v kokosovém mléce
- Pilhi - koláč upečený ze směsi z různých druhů ovoce nebo zeleniny (banán, dýně, kumara), které se rozmačkají, smíchají s kokosem a mlékem (kokosovým) [4]